# マヌエル・プリートル
マヌエル・プリートル（Manuel Prietl, 1991年8月3日 - ）は、オーストリア・シュタイアーマルク州ドイチュランツベルク出身の元サッカー選手。現役時代のポジションはMF。

## クラブ経歴
2007年にレギオナルリーガ (3部リーグ)のSVグラインシュテッテンに入団。以降TSVハルトベルク、SVマッテルスブルクと渡り歩き、順調にステップアップを重ねる。
2016時7月1日、ドイツ2部リーグのアルミニア・ビーレフェルトと契約。加入後から中心選手となり、2017年12月には2021年までの契約に合意。2019-20シーズンは自己最高のシーズン4ゴールを記録。チームは2部リーグで優勝し、2008-09シーズン以来のブンデスリーガ復帰が決定。プリートル自身もキッカー選定の2部リーグベストイレブンに選出された。
2023年10月2日、SCラインドルフ・アルタッハに1年契約で移籍した。2023-24シーズン終了後、現役を引退した。